# ميخائيل إس. شميت
ميخائيل إس. شميت (بالإنجليزية: Michael S. Schmidt)‏ هو كاتب حول الرياضة وصحفي أمريكي، ولد في 23 سبتمبر 1983.